# Patricia Uribe Zuñiga
Patricia Estela Uribe Zuñiga es una médica y funcionaria pública mexicana. Desde el 4 de diciembre de 2019 es Secretaria Ejecutiva del Inmujeres.

## Biografía

### Trayectoria académica
Es médica cirujana egresada en 1981 de la Universidad Nacional Autónoma de México, realizó la especialidad en Pediatría en el Hospital 20 de Noviembre del ISSSTE y una sub especialidad de Infectología Pediátrica en el Instituto Nacional de Pediatría,además de un diplomado en Alta Dirección en el Instituto Panamericano de Alta Dirección de Empresa. Sus líneas de investigación son: Salud sexual y Reproductiva, Trabajo sexual y VIH, y Infección por VIH y otras ITS.
De 1997 a 2000 fue Investigadora Titular A del Sistema de Investigadores y de 2001 a 2009 Investigadora Titular B de la Secretaría de Salud
En 1995 obtuvo el VII Premio Nacional de Investigación de la Fundación Glaxo Wellcome.

### Trayectoria profesional
De  1996 al 2003 fue directora general de  Centro Nacional para la Prevención y Control del VIH/SIDA (CONASIDA) de 2003 a 2011 se desempeñó como directora general del Centro Nacional de Equidad de Género y Salud Reproductiva de la Secretaría de Salud; de 2011 a 2013 fue la coordinadora general de la Unidad de Gestión del Proyecto MEX-910-G01-H para la Prevención del VIH/SIDA en Poblaciones Clave en la Fundación Mexicana para la Salud; posteriormente en febrero de 2013 regresó a la dirección general de Censida (antes CONASIDA) hasta 2019. Y en diciembre de este año fue nombrada Secretaria Ejecutiva del Inmujeres.

## Publicaciones
- Infección por VIH/SIDA en: El Manual de Salud Pública, 2004. Intersistemas
- Infección por VIH/SIDA. Oportunidades y Retos, en: La experiencia mexicana en salud pública, oportunidad y rumbo para el tercer milenio, 2006. Editorial Fondo de Cultura Económica. B
- La prevención de la transmisión perinatal, en: 25 años de Sida en México. Logros, desaciertos y Retos, 2008, Secretaría de Salud, INSP, CENSIDA.
- La mortalidad materna en México, estrategias y desigualdades, en: La muerte materna. Acciones y Estrategias hacia una maternidad segura, 2009. Centro de Investigaciones y Estudios Superiores en Antropología Social (CIESAS) /Comité Promotor por una maternidad sin riesgos en México. +